# Meander (rivier in Turkije)
De Meander (Turks: Büyük Menderes, letterlijk: "grote Meander", ter onderscheid met de Küçük Menderes ("kleine Meander"), een andere rivier 30 km noordelijker) is een rivier in het westen van Turkije.
Zij stroomt door zuidwestelijk Anatolië en mondt uit in de Egeïsche Zee.
De rivier kronkelt veel en heeft haar naam gegeven aan omega-vormige bochten in andere rivieren. Zie meander.
Volgens de omschrijving in de Hellenica Oxyrhynchia is ze een rivier, "die haar bron heeft te Kelainai, de grootste stad van Phrygië, en uitstroomt in zee in de buurt van Priëne en..." (XII 3).
- Bibliothèque nationale de France: cb12194629t (data)
- Gemeinsame Normdatei: 4211257-6
- Nationale Bibliotheek van Tsjechië: ge322222
- Virtual International Authority File: 239514138